# فرودگاه ووهو
فرودگاه ووهو (به انگلیسی: Wuhu Airport) یک فرودگاه نظامی با کد یاتا WHU است که یک باند فرود سنگفرش دارد و طول باند آن ۲۴۰۰ متر است. این فرودگاه در کشور چین قرار دارد .